# Automobili Pininfarina
Automobili Pininfarina GmbH è una casa automobilistica italo-tedesca di proprietà indiana che produce automobili elettriche ad alte prestazioni, fondata nel 2018 in Germania con sede a Monaco di Baviera. La società è stata presentata ufficialmente il 13 aprile 2018 in occasione del primo EPrix di Roma e nasce dall'unione tra la storica carrozzeria torinese Pininfarina e il gruppo indiano Mahindra.  L'azienda ha anche una sede italiana a Cambiano, in cui si cura il design delle vetture.  La sua prima auto, la Battista, è stata prodotta a partire dal 2021. 

## Storia
Il 14 dicembre 2015 il gruppo Mahindra ha acquisito la Pininfarina SpA, rilevando con un investimento di quasi 25 milioni di euro il 76% delle azioni della Pincar, holding della famiglia Pininfarina a cui faceva capo l’azienda.
Il 27 febbraio 2018 è stato reso noto che Michael Perschke, dirigente tedesco ex Audi, sarà a capo di un nuovo progetto noto internamente al gruppo indiano come Progetto Montana. Questo progetto è stato successivamente confermato dal gruppo Mahindra tramite un annuncio ufficiale il 13 aprile 2018 all’E-Prix di Roma, dove è stato svelato il nome della nuova società. La prima vettura di Automobili Pininfarina, nome in codice PF0, sarà una hypercar elettrica a volume di produzione ridotto, a cui seguirà una gamma di veicoli interamente elettrici, inclusi SUV di lusso, venduti tramite una rete di concessionari altamente qualificati e specializzati in questo settore.
Il 28 settembre 2018, Il CEO di Automobili Pininfarina Michael Perschke, ospite di Mahindra Racing nel weekend di gare della Formula E a New York, ha annunciato l’inizio della collaborazione con il pilota tedesco di Formula E Nick Heidfeld che ricoprirà i ruoli di collaudatore e ambasciatore del marchio. Ha inoltre annunciato l’avvio di una partnership tecnica con il costruttore croato Rimac Automobili che fornirà il propulsore elettrico e il gruppo batterie per la PF0. 
Il 27 novembre 2018 Automobili Pininfarina ha confermato un investimento di oltre 20 milioni di euro in una nuova collaborazione con Pininfarina SpA per quanto riguarda la progettazione, lo sviluppo e la produzione della PF0 e della futura gamma di automobili che sarà ispirata alla filosofia denominata PURA, basata su un equilibrio tra design e ingegneria. 
L'11 dicembre 2018 è stato rivelato il nome della PF0, che si chiamerà Battista come Battista Pinin Farina, fondatore della carrozzeria Pininfarina. 
L'hypercar elettrica Battista è stata presentata al pubblico per la prima volta al salone dell'automobile di Ginevra 2019. È stata lanciata sul mercato a livello globale nel corso dello stesso anno. 
Nel 2023 è stata presentata la concept car PURA Vision, che anticipa l’espansione della gamma di Automobili Pininfarina oltre la Battista.  Nel corso dello stesso anno, in occasione della Monterey Car Week, Automobili Pininfarina ha presentato la B95, una barchetta elettrica realizzata in soli 10 esemplari per celebrare il 95º anniversario della casa, con consegne previste a partire dal 2025. 
Nell'agosto 2024 è stata presentata la Battista Targamerica, un esemplare unico con carrozzeria su misura realizzato in collaborazione con un cliente e mostrato durante la Monterey Car Week.  Nel giugno 2025 è stato svelato al Museo Nazionale dell’Automobile di Torino l’ultimo esemplare della Battista, chiamato “Novantacinque”, una one‑off ideata per celebrare i 95 anni del marchio e simbolicamente chiudere la produzione dell’hypercar, limitata a 150 unità.

## Modelli

### Battista

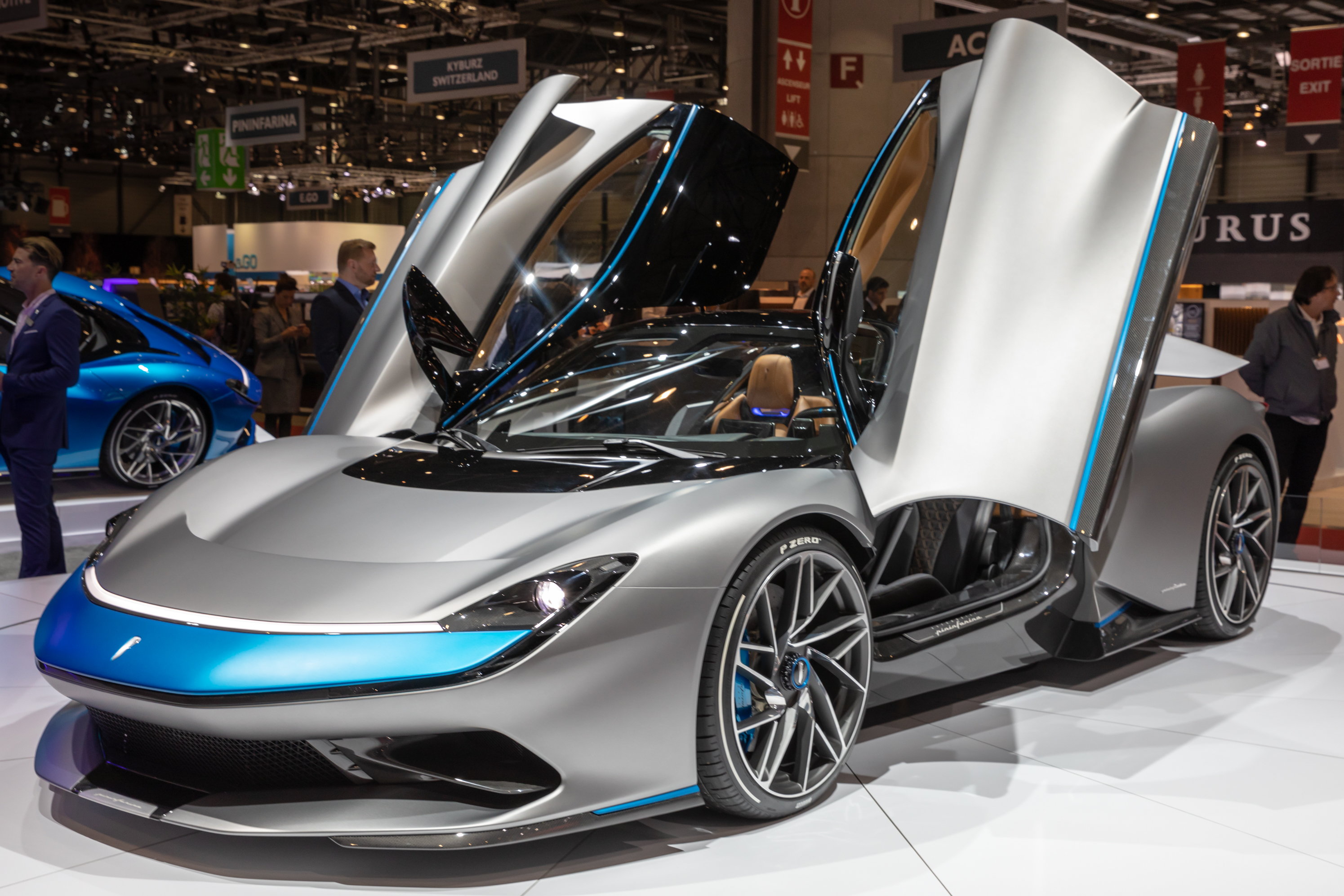
Pininfarina Battista al salone dell'automobile di Ginevra 2019

Originariamente annunciata come PF0, la Battista è la prima vettura sportiva elettrica di lusso ad alte prestazioni con marchio Pininfarina. È alimentata da un pacco batterie da 120 kWh e dispone di quattro motori elettrici asincroni di derivazione Rimac, posizionati su ciascuna ruota. L'auto è costruita su un telaio monoscocca in fibra di carbonio e monta pannelli carrozzeria dello stesso materiale, per contenere il peso. Ne saranno realizzati solo 150 esemplari, con un prezzo di poco inferiore ai 2 milioni di euro. Automobili Pininfarina ha dichiarato una potenza di 1877 hp (1400 kW), una coppia di 2300 N⋅m e una velocità massima di oltre 350 km/h, la Battista è in grado di accelerare da 0 a 100 km/h in meno di 2 s e da 0 a 300 km/h in meno di 12 s. L'autonomia dovrebbe essere superiore ai 450 km, con la possibilità di ricaricare le batterie all’80% in un tempo compreso fra 25 e 40 min.

### PURA Vision Concept
La PURA Vision è un concept di SUV di lusso completamente elettrico, presentato in anteprima alla Monterey Car Week del 2023. Il veicolo si distingue per le porte anteriori senza montante centrale e per le porte posteriori che si aprono verso l’alto. 

### B95
La B95 è una barchetta completamente elettrica. Presentata per la prima volta alla Monterey Car Week del 2023, è prevista per l’entrata in produzione nel 2025. Il successo della Battista ha spinto Pininfarina a creare un secondo modello, ovvero proprio la B95.